# Franco Pellizotti
Franco Pellizotti (ur. 15 stycznia 1978 w Latisana) – włoski kolarz szosowy.
Zawodowiec w latach 2001–2018. Trzeci zawodnik Tour de Pologne 2004 i zwycięzca piątego etapu na Tour de Pologne 2002. W 2009 roku wygrał klasyfikację górską na Tour de France (rok później stracił koszulkę w wyniku afery dopingowej). Kibice nadali mu przydomek "il Delfino di Bibbione" (Delfin z Bibbione). W maju 2010 roku został tymczasowo zawieszony, gdyż przed wyścigiem Giro d’Italia 2010 na podstawie swojego paszportu biologicznego został podejrzany o doping.

## Najważniejsze osiągnięcia
2002
- 1. miejsce na 6. etapie Tirreno-Adriático
- 1. miejsce na 5. etapie Tour de Pologne
- 1. miejsce na 4. etapie Vuelta al País Vasco

2003
- 2. miejsce w Mediolan-Turyn
- 9. miejsce w Giro d’Italia

2004
- 1. miejsce w Gran Premio di Chiasso

2005
- 3. miejsce w Tour Méditerranéen
- 1. miejsce w Settimana Ciclistica Internazionale Coppi-Bartali
  - 1. miejsce na 2. etapie

2006
- 2. miejsce w Mediolan-Turyn
- 8. miejsce w Giro d’Italia
  - 1. miejsce na 10. etapie

2007
- 5. miejsce w Paryż-Nicea
  - 1. miejsce na 3. etapie
- 1. miejsce w Memorial Marco Pantani
- 9. miejsce w Giro d’Italia

2008
- 4. miejsce w Giro d’Italia
  - 1. miejsce na 16. etapie (ITT)
- 3. miejsce w Tour de Pologne

2009
- 3. miejsce w Giro d’Italia
  - 1. miejsce na 17. etapie

2012
- 1. miejsce w mistrzostwach Włoch (start wspólny)
- 2. miejsce w Gran Premio Città di Camaiore
- 3. miejsce w Giro di Padania
- 3. miejsce w Giro dell’Emilia

2013
- 2. miejsce w Route du Sud
- 8. miejsce w Giro di Lombardia

2014
- 3. miejsce w Coppa Sabatini
- 3. miejsce w Giro dell’Emilia